# 틱낫한
틱낫한(베트남어: Thích Nhất Hạnh, 1926년 10월 11일~2022년 1월 22일)은 베트남 출신의 불교 지도자이자, 평화운동가였다. 생전 100권이 넘는 책을 낸 작가이기도 하고, 2000년대 초에 한국에 번역되어 출간된 《화》가 대표적으로 유명하다. 유럽·미국 등 서방 세계에 불교 교리를 전파하고 참여불교 운동을 전개하였다.
1960년대 초 미국 대학에 초청되어 불교 강의를 하였고, 이후 1963년 베트남에서 반전운동을 주도한 그는 남북 베트남 정부 모두 귀국을 거부하여 장기간의 망명 생활을 하였다.
1982년 프랑스 남부에 명상 공동체인 '플럼 빌리지'를 세웠다. 2005년 베트남 정부는 귀국을 허용하였고, 뇌졸중으로 병약해진 틱낫한은 2018년 베트남으로 영구 귀국하였다.
틱낫한(베트남어: [틱냣하인]; 응우옌 쑤언 바오 출생; 1926년 10월 11일 – 2022년 1월 22일)은 베트남의 티엔(선종) 불교 승려, 평화 활동가, 다작(多作) 작가, 시인 그리고 교사인데, 그는 실천 불교에 대한 주요 영감의 원천으로  전통적으로 인식되는, ‘자두 마을 전통’을 창립했다. “명상의 아버지”로 알려져서, 낫한은 서양의 불교 수행에 큰 영향을 주었다. 1960년대 중반에, 낫한은 
‘사회적 책무를 위한 청년 학파’를 공동 설립했고 ‘접현’(더불어 있기)[종교 이름]을 만들었다. 그는 1966년에 남베트남에서 추방되었는데 전쟁에 반대를 표명한 후 그리고 한쪽을 선택하기를 거부한 후에 말이다. 1967년에, 마틴 루터 킹 주니어는 그를 노벨평화상 후보로 추천했다. 낫한은 여러 곳의 수도원과 수행소所를 만들었고 ‘자두 마을 수도원’에서 살면서 여러 해를 보냈는데, 테낙 가까이의 남서부 프랑스에서 1982년에 그것을 그는 만들었는데, 휴식을 주기 위해 그리고 강연을 하기 위해서 전세계로 여행하면서 말이다. 낫한은 갈등에 비폭력 해결책으로서 잘 듣는 것을 장려했고 자연의 모든 요소들의 서로 연결됨에 대한 의식을 높이기 위해 활동했다. 그의 책 ’베트남: 불바다의 연꽃’에서 “실천 불교”라는 말을 그는 만들었다. 39년간의 추방 후에, 낫한은 2005년에 베트남을 방문하도록 허가되었다. 2018년에, 그는 베트남에 그의 “상주常住하는 절”인, 후에 근처의, 투 히우 사찰에 돌아왔는데, 거기서 95세의 나이였던, 2022년의 그의 사망까지 그는 살았다.

## 생애
1960년대 초, 미국 프린스턴 대학교와 컬럼비아 대학교에 초청되어 불교에 관련된 강의를 하던 그는 베트남으로 돌아와 반전 운동을 진행하게 된다.

### 어린 시절
낫한은 1926년 10월 11일에 응우옌 쑤언 바오에서 태어났는데, 그곳은 중앙베트남의 후에의 옛 수도이다. 그는 응우옌 딘의 15대손인데; ‘루크 반 티엔’의 저자인, 시인 응우옌 딘 치에우가 그의 조상이었다. 후에, 투아 티엔의 탄쭝 마을 출신의, 그의 아버지, 응우옌 딘 푹은 프랑스 행정부의 공무원이었다. 그의 어머니, 트란 티 디는 지오 린 구역 출신의 전업주부였다. 낫한은 그들의 여섯 형제자매들 중 다섯째이다. 그가 다섯 살이 될 때까지, 그는 그의 할머니의 집에서 그의 대가족과 살았다. 그는 일곱이나 여덟 살에 기쁨을 느낀 것을  회상했는데 그가 풀 위에 앉아서, 평화로운 부처의 그림을 본 후에 말이다. 한 학교 견학에서, 그는 산을 방문했는데 거기에 하루 종일 조용히 앉아 있다는 소문이 있던 은둔자가 살았는데 부처처럼 평화로워지기 위해서 말이다. 그들은 그 지역을 돌아다녔고, 그는 천연 우물을 발견했는데, 거기서 그는 물을 마셨고 완전한 만족감을 느꼈다. 불교 승려가 되도록 그를 촉발한 것은 이 경험이었다. 12세의 나이에, 그는 승려가 되기 위해서 수행하는 것에 관심을 나타냈고, 그것을 그의 부모는, 처음에는 조심스러웠지만, 16세의 나이에 그로 하여금 밀고 나가도록 결국 허락했다.

### 베트남 전쟁과 망명
남베트남 정부에 의해 추방된 이후, 남북 베트남 정부 모두 귀국을 거부하여 장기간의 망명 생활을 하였다.
1982년 프랑스 남부에 명상 공동체인 '플럼 빌리지'를 세웠다.

### 귀국
2005년 베트남 정부는 귀국을 허용하였고, 뇌졸중으로 병약해진 틱낫한은 2018년 베트남으로 영구 귀국하였다.

## 그에게 붙여진 이름들
낫한은 그의 인생에서 많은 이름들을 가졌었다. 어렸을 때, 취학하기 위해서 정식 가족 이름(응우옌 딘 랑)을 그는 받았지만, 그의 별명(베 엠)으로 알려져 있었다. 그는 다음의 이름들을 받았는데 예비 승려로서의 정신 수양의 이름(듀 성); 그가 공식적으로 불교 평신도가 되었을 때 종족Lineage의 이름(쯩 꽝); 그리고 그가 승려로 계를 받았을 때 그는 법명[달마 이름](풍 쑤언)을 받았다. 그는 낫 한이라는 달마 타이틀을 얻었는데 그가 1949년에 사이공으로 이사했을 때 말이다. 
베트남의 이름 틱(석)은 "틱 카" 혹은 "틱 지아"(석가, "샤카 족族의")로부터 왔다. 동아시아 불교의 모든 승려들은 이 이름을 그들의 성씨로 이 이름을 선택하는데, 그들의 첫 가족이 불교 공동체임을 암시하면서 말이다. 많은 불교 전통들에서, 한 사람은 이름들의 승진昇進progression을 받을 수 있다. 종족 이름은 처음에 주어지는데 한 사람이 3보(三寶)에 귀의(歸依)할 때 말이다. 낫 한의 종족 이름은 쯩 꽝(징광, "밝은, 반사되는 빛")이다. 두번째는 달마 이름인데, 한 사람이 서원誓願을 하거나 승려로 계를 받았을 때 주어진다. 낫 한의 달마 이름은 풍 쑤언(봉춘, “봄을 만나는 것”)인데 그의 달마 타이틀은 낫 한이다. 
중간 이름과 이름에 해당하는, 낫(하나)과 한(행) 둘모두는 태어날 때 그의 이름의 일부가 아니었다. ‘낫’은 “일등”, 혹은 “가장 좋은 품질의”를 의미하는, “하나”를 의미하고; ‘한’은 “올바른 행동”, “좋은 근본”, 혹은 “장점”을 의미하는, “행동”을 의미한다. “하나”(낫)와 “행동”(한)으로 그의 달마 이름들을 그는 해석했다. 이 규칙을 베트남 이름들은 따르는데, 성을 먼저, 다음에 가족이나 세대에서 그 사람의 지위를 자주 나타내는, 중간 이름을 두는 규칙인데, 다음에 이름이 온다. 
낫 한의 추종자들은 그를 '타이'("사부; 선생님"), 혹은 '타이' 낫 한이라고 불렀다. 마허야너 전통에서 어느 베트남 승려라도 "타이"로 불릴 수 있는데, 승려들이 '타이 투'("승려")로 불리고 수녀들이 '수 코'("자매") 혹은 '수 바'("손위 자매")로 불리는 반면에 말이다. 그는 또한 티엔 수 낫 한("낫 한 선禪사")로 알려져 있다. 

## 교육
16세에, 낫 한은 투 히우 사寺의 수련원에 들어갔는데, 거기서 그의 첫 스승은 탄 쿠이 찬 탓 선사였고, 그는 람테 선 학교의 43기였고 리우 콴 학교의 9기였다. 그는 3년 동안 입교자로서 공부했고 대승 불교와 상좌부 불교의 베트남 방식으로 훈련을 받았다. 여기서 그는 또한 중국어, 영어 그리고 프랑스어를 배웠다. 낫 한은 바오 쿽 불교 학교에 참여했다. 바오 쿽 학교에서의, 그가 발견한, 철학, 문학, 그리고 외국어에의 결여된 집중에 실망해서, 낫 한은 1950년에 떠났고 사이공의 안 꽝 사찰로 거처를 정했는데, 거기서 그는 1951년에 승려로 계를 받았다. 사이공 대학에 다니면서 책과 시를 파는 것으로 그는 생계를 유지했는데, 거기서 그는 과학을 공부했다. 
1955년에, 낫 한은 후에로 돌아왔고 2년 동안 ‘전국 베트남 불교인 연대’(통 호이 팟 지아오 비엣 남)의 공식적 발행물인, ‘팟 지아오 비엣 남’(베트남 불교)의 편집장으로 일했는데 더 높은 지위의 승려들이 그의 글에 대해 반감을 가지면서 발행이 중단되기 전에 말이다. 그는 이것이 그의 생각 때문이었다고 믿었는데 남베트남의 다양한 불교 단체들이 연대체를 이루어야 한다는 생각 말이다. 1956년에, 그가 다 랏에서 가르치면서 멀리 있는 동안에, 그의 이름은 안 쾅의 [승려] 명단에서 제명되었는데, 결과적으로 그를 그 사찰에서 몰아내면서 말이다. 1957년 후반에, 낫 한은 후퇴를 하기로 결정했고, 다 랏 근처의 다이 라오 숲에서, 푸옹 보이라고 이름이 지어진 수도원 “저항의 공동체”를 만들었다. 이 기간 동안에, 그는 근처 고등학교에서 교편을 잡았고 계속해서 글을 썼는데, 인간 중심의, 연대체를 이룬 불교라는 생각을 확장하면서 말이다. 
1959년부터 1961년까지, 낫 한은 소 로이 대大사찰을 포함해서, 많은 사이공 사찰들에서 불교에 대한 많은 단과 과정들을 가르쳤는데, 거기서 그의 수업은 중간에 취소되었고 그의 가르침에 대한 금지 때문에 그는 쫓겨났다. 베트남의 종교적이고 비종교적인 권력자들로부터의 더 많은 반대에 부딪혀서, 낫 한은 1960년에 풀브라이트 장학금을 받아들였는데 프린스턴 대학에서 비교종교학을 공부하기 위해서 말이다. 그는 1961년에 프린스턴 신학교에서 공부했다. 1962년에 그는 컬럼비아 대학에서 불교 강좌의 강사로 임명되었고 또한 코넬 대학에서 강사로 가르쳤다. 그때가 되어서 그는 유창함을 얻게 되었는데 그의 모국어인 베트남어 이외에, 프랑스어, 한문, 산스크리트어, 팔리어 그리고 영어의 유창함 말이다.

## 경력

### 1963-1966 베트남의 민주화운동
1963년에, 응오 딘 지엠 대통령의 소수 카톨릭 정권에 대한 군대의 전복 이후에, 1963년 12월 16일에 남베트남으로 낫 한은 돌아왔는데, 디엠의 종교적 차별에 저항하는데 가장 뛰어난 승려인, 틱 트리 쾅의 요청에 의해서인데, 베트남 불교의 행정을 재구조화하도록 돕기 위해서 말이다. 논의의 결과로, 전국 불교인 연대와 다른 단체들은 1964년 1월에, 베트남 통일 불교회(유비시브이)를 모여서 만들었고, 낫 한은 다음을 제안했는데 그것은 대표단이 공식적으로 베트남 전쟁에의 마무리를 요구하는 것, 미래 지도자들을 양성하는, 불교학을 위한 기관을 만드는데 이바지하는 것, 그리고 불교의 가르침에 기반하여 평화주의 사회 노동자들을 훈련하는 사무소를 만드는 것이다. 
1964년에, 두 명의 낫 한의 제자들은 라 보이 언론을 만들었는데 응오 반 히에우 여사의 허락으로 말이다. 2년 동안, 그 언론사는 12권의 책을 발행했지만, 1966년이 되자, 발행인들은 연행과 구속의 위험에 빠졌는데 왜냐하면 “평화”라는 말이 공산주의 의미하는 것으로 해석되었기 때문이다. 낫 한은 또한 유비시브이의 공식 발행물이, 주간 잡지 ‘하이 트리우 엄’(‘밀물의 소리’)을 편집했다. 그는 지속적으로 평화와 화해를 지지했는데, 통킹 만 사건 직후인 1964년 9월에, 평화 해결을 공개적으로 요구하면서, 베트 콩을 형제들로 언급하면서 말이다. 남베트남 정부는 순차적으로 그 언론사를 폐쇄시켰다. 
1966년 5월 1일에, 투 히에우 사寺에서, 낫 한은 찬 탓 원로 선사로부터 “등불 상속”을 받았는데, 그것은 다마사리야(교육 승려)로 그리고 투 히에우의 그리고 관련 수련원의 영적 지도자로 그를 만들었다.

#### 반 한 불교 대학
1964년 3월 13일에, 안 쾅 사寺의 낫 한과 승려들은 ‘고등 불교학 연구소’(혹 비엔 팟 지아오 비엣 남)을 만들었는데, 유비시브이의 지원과 승인으로 말이다. 반 한 불교 대학의 이름을 바꾼 것으로, 그것은 사이공에서, 불교학, 베트남 문화, 그리고 언어를 가르치는 사립 기관이었다. 낫 한은 거기서 불교 심리학과 반야경 독해를 가르쳤고, 지지자들로부터 모금하는 것에 의해서 대학교의 예산을 마련하는데 역할을 했다.

#### 사회적 책무를 위한 청년 학파 (에스와이에스에스)
1964년에, 불교 평화 노동자들의 중립화neutral 단체인,  ‘사회적 책무를 위한 청년 학파’를 공동 설립했는데 그 노동자들은 농촌 지역에 들어가서 학교를 세우고, 건강관리 사무소를 만들고, 마을을 재건하는데 도움을 주었다. 에스와이에스에스는 만 명의 자원활동가들과 복지 노동자들로 구성되었는데 그들은 전쟁으로 황폐해진 마을을 복구했고, 학교를 재건했고 의료 사무소를 만들었다. 그는 후에 금방 미국으로 떠났고 돌아오는 게 허용되지 않았는데, 찬 콩이라는 비구니 스님을 에스와이에스에스의 책임자로 남겨두면서 말이다. 찬 콩은 그 법인에 그리고 에스와이에스에스의 많은 활동들에 핵심적이었는데, 그 단체는 전쟁 기간에 베트남 농촌에서 의료, 교육 그리고 농업 시설을 만들었다. 에스와이에스에스를 운영할 중요한 주체 기구를 낫 한은 처음에 맡았는데, 그것은 처음에 반 한 대학의 일부였다. 1966년 4월에, 푸옹의 총장 재직 시에 반 한 학생회는  “평화를 위한 목소리”를 발행했다. 부총장 틱 민 차우는 학생회를 해산시켰고 대학의 보호로부터 에스와이에스에스를 내쫓았다. 

#### 접현종(接現宗)
수행자의 그리고 평신도의 모임인, ‘접현(베트남어: 티엡 히엔)종’을 낫 한은 만들었는데, 1964년과 1966년 사이에 말이다. 그는 이 모임을 이끌었는데, 접현의 철학적 개념에 그것을 토대하면서 그리고 ‘오정심관(五停心觀)’을 그리고 ‘열네 가지 알아차림 수행’을 통해서 그것을 가르치면서 말이다. 낫 한은 ‘접현종’을 만들었는데 여섯 명의 에스와이에스에스 간부들, 세 명의 남자들 그리고 세 명의 여자들의 선임으로부터인데,  ‘실천 불교의 십사 계율’을 실천한다고 맹세했다. 그는 1981년에 일곱 번째 구성원을 받았다. 
1967년에, ‘접현종’의 처음의 여섯 명의 구성원들 중 한 명인, 낫 치 마이는, 자신의 몸에 불을 붙여서 불에 타서 사망했는데 평화 시위로 사이공의 투 응히엠 탑 앞에서인데 베트남 전쟁의 종결에 대해 요구한 후에 말이다. 많은 사건들에서, 낫 한은 서구인들에게 설명했는데 베트남 전쟁 중에 분신했던 틱꽝득과 다른 베트남 불교 승려들은 자살 행위를 한 것이 아니라; 그보다는, 그들의 행위는, 그의 말에 의하면, 목표를 두었는데 “억압자들의 마음을 움직이는 것에, 그리고 베트남인들에 의해 당시에 겪어진 고통에의 세상의 관심을 불러일으키는 것에” 말이다. 
평신도들과 수행자들의 국제적 공동체 안으로 접현종은 확장되었는데 “알아차림 수행, 도덕적 행위, 그리고 사회에서의 자비로운 행동”에 중점을 두었다. 2017년에 이르러, 그 단체는 성장하여 ‘십사 계율’을 암송한다고 알려진 수천명을 구성원으로 가졌었다.

### 베트남 전쟁 기간에
반 한 대학은 이사들 중 한 명에 의해 독차지되었는데, 그 사람은 낫 한과 에스와이에스에스와의 관계를 단절하기를 원했는데, 찬 홍을 공산주의자로 고발하면서 말이다. 그때부터 에스와이에스에스는 예산을 모으는데 어려움을 겪었고 그것의 구성원들에 대한 공격에 직면했다. 그것은 그것의 자구 노력에 전념했는데 그 분쟁에서 편을 들지 않고 말이다. 
낫 한은 1966년에 미국으로 돌아왔는데 코넬 대학에서 베트남 불교에 대한 심포지엄을 열기 위해서 그리고 평화를 위한 그의 활동을 지속하기 위해서 말이다. 또한 코넬에 있는, 그리고 미국 정부 외교 정책 자문관으로 있는 조지 맥터넌 카힌 교수에 의해 그는 초대 받았는데, 베트남에서의 미국 정책에 관한 포럼에 참석하기 위해서 말이다. 6월 1일에, 낫 한은 미국 정부에 보내는 다섯 가지 요점의 제안을 발표했고, 다음의 것들을 추천했는데 그것은 (1) “베트남인의 긍지aspirations에 진정으로 부합하는” 정부를 베트남 민중들이 만들도록 미국이 도우려는 그것의 의지에 대한 명확한 발표를 하라는 것; (2) 미국과 남베트남이 베트남 전체에서 공습을 중단하라는 것; (3) 모든 반공산주의적 군대 작전들은 순수하게 방어적이어야 한다는 것; (4) 미국이 몇 달 안에 철수할 의지를 표명하라는 것; 그리고 (5) 미국이 재건을 위해 비용을 대는 제안을 하라는 것이다. 1967년에 그의 제안들에 대한, ‘베트남 — 불바다 가운데의 연꽃’을 그는 썼다. 남베트남 군대는 대응했는데 반역의 그리고 공산주의자로서 활동의 혐의로 그를 고발하는 것으로 대응했다. 
미국에 있는 동안에, 낫 한은 겟세마니 수도원을 방문했는데 트라피스트회 승려 토마스 머튼과 대화하기 위해서 말이다. 남베트남 정권이 낫 한의 재입국을 막으려고 위협했을 때,  “낫 한은 나의 형제이다”라는, 연대의 글을 머튼은 썼다. 1964년에, 그의 유명한 시, “누가 듣고 있든간에, 나의 증인이 되어라: 나는 이 전쟁을 받아들일 수 없다…”의 발표 이후에, 낫 한은 “반전 시인”이라는 이름이 붙었고 미국 언론에 의해 “공산주의 옹호 선동가”로 비난 받았다. 1965년에 그는 마틴 루터 킹 주니어에게 편지를 썼었는데 “인간의 적에 대한 탐구에서”라는 제목이 붙여진 편지 말이다. 미국에서의 그의 1966년 생활 기간에, 낫 한은 킹을 만났고 베트남 전쟁을 공식적으로 비판하게끔 그에게 부탁했다. 1967년에, 뉴욕 시의 리버사이드 교회에서 “베트남을 넘어서: 침묵을 깰 시간”이라는 연설을 킹을 했는데, 그것은 베트남에서의 미국의 연관성을 공식적으로 질문하는 그의 첫 시도였다. 이후 그해에, 1967년 노벨평화상에 낫 한을 킹은 후보로 추천했다. 그의 후보 추천사에서, 킹은 말했다, “저는 개인적으로 어떤 누구도 알지 못 하는데 베트남에서 온 이 멋진 승려보다 노벨평화상에 더 걸맞는 사람 말이다. 평화에 대한 그의 생각은, 만약에 이루어진다면, 기념비를 세울 것인데 교회 일치 운동에, 세계 형제애에, 인류humanity에의 기념비 말이다. 킹은 또한 낫 한을 “평화와 비폭력의 사도使徒”라고 불렀다. 킹은 그가 이름을 올리기를 선택했던 후보를 “강한 요청”을 가지고 시상 위원회에 드러냈었는데, 노벨 관례와 규정에 대한 심각한 위반을 감수하고 말이다. 위원회는 그해에 시상하지 않았다. 
프랑스로의 망명
낫 한은 1966년에 파리로 이사했다. 그는 베트남 불교 평화 사절단의 단장이 되었다. 
1969년에, 낫 한은 프랑스에서 ‘통일 불교회’(에글리즈 부디크 유니피)(베트남 통일 불교회 소속이 아닌)를 만들었다. 1975년에, 그는 ‘고구마 명상 수련원’을 만들었는데 파리의 남동쪽의 오브 주의 트루아 근처의, 포레 도뜨의, 퐁반에서 말이다. 다음 7년 동안, 그는 글쓰기에 집중했고, ‘거기서 그것과 하나 되시게’, ‘달 대나무’, ‘태양은 나의 심장’을 완성했다. 
낫 한은 그의 책들로 1970년대 중반에 알아차림을 가르치기 시작했는데, 특히 그의 초기 가르침에 대한 주된 매개체로 역할을 하는, ‘거기서 그것과 하나 되시게’(1975)로 말이다. ‘존재에 관하여’의 담화에서, 그는 말했다, ‘거기서 그것과 하나 되시게’는 “베트남에서, 처음에, 우리의 사회운동가들을 위해 쓰여졌는데 왜냐하면 그들은 매일 죽음의 위험이 거기에 있는 상황에서 살고 있기 때문이다. 그래서 연민의 뜻에서, 의지의 뜻에서 그들의 일을 지속하도록 그들을 돕기 위해서, ‘거기서 그것과 하나 되시게’는 활동 지침서로 쓰여졌다. 그리고 그 이후에, 서구의 많은 친구들, 그들은 그것이 그들에게 도움이 된다고 생각하고, 그래서 그것이 영어로 번역되도록 우리는 허락한다.”
보트 난민을 돕는 선전활동과 싱가포르에서의 추방
북베트남 군대가 1975년에 남부를 점령했을 때, 낫 한은 베트남으로 돌아와도 된다는 제안을 거부했고, 공산주의 정부는 그의 출판을 금지했다. 그는 곧 시암 만의 베트남 보트 난민을 구출하도록 돕는 활동을 이끌기 시작했는데, 결국 태국과 싱가포르 정부의 압력으로 중단했다. 
몇 년 후에 그의 경험을 회상하면서, 종교와 평화에 대한 행사에 참석하느라 낫 한은 그가 싱가포르에 있었다고 말했는데 그가 보트 난민의 고통의 어려움을 발견했을 때 말이다: 
- 너무 많은 보트 난민들이 바다에서 죽고 있었고, 싱가포르는 보트 난민에 대한 매우 가혹한 정책을 취했다… 당시의 싱가포르의 정책은 보트 난민을 거부하는 것이었고; 말레이시아도 마찬가지였다. 그들은 바다에서 보트 난민들이 죽도록 내버려두는 것을 더 좋아했는데 그들을 육지로 데려와서 그들을 수용자들로 만드는 것보다 말이다. 해변에 [밀려온] 보트 난민을 실은 보트가 있을 때마다, 그들이 죽도록 바다 너머로 그들을 [다시] 밀어내려고 했다. 그들은 [그들을] 받아들이길 원치 않았다. 그리고 연민을 느꼈던 그런 어부들은, 바다에서 익사하는 것에서 보트 난민들을 구할 수 있었던 그들은, 처벌 받았다. 그들은 매우 큰 액수의 돈을 지불해야 했는데 그럼으로써 다음에 그들이 보트 난민들을 구할 용기를 내지 않을 것이다.

그는 비밀 구조 활동을 조직하기 위해서 싱가포르에 계속 머물렀다. 프랑스, 네덜란드, 그리고 다른 유럽 국가들에서 온 관심을 가진 사람들에 의해 도움을 받아서, 바다의 난민들에게 음식, 물 그리고 의약품을 가져가는 보트를 그는 고용했다. 보트 난민을 구출했었던 배려심 있는 어부들은 그의 작업반에게 연락하곤 했고, 그들은 한밤중에 프랑스 공관으로 난민들을 데려다주었고 건물 안으로 그들이 기어오르게끔 도왔는데, 그후에 그들이 아침에 직원에 의해 발견되고 그들이 비교적 안전한 감금에 처해지는 곳인 경찰에 넘겨진다. 
그 비밀스런 관계를 싱가포르가 발견했을 때, 경찰은 그것의 사무실을 포위했고 낫 한과 찬 홍 두사람의 여권을 짓밟았는데, 그들에게 출국할 24시간을 주면서 말이다. 오직 당시의 주 싱가포르 프랑스 대사였던 자크 가소의 개입만으로 가능했는데 그들이 그들의 구조 활동을 서서히 마무리하는 10일을 받았던 것은 말이다. 
낫 한은 2010년에서야 싱가포르로 돌아오는 것이 허용되었는데 광명산보각선사에서 명상 수련을 지도하기 위해서 말이다. 

### 자두 마을
1982년에, 낫 한과 찬 홍은 자두 마을 수련원을 만들었는데, 남프랑스의 보르도 근처의 도르도뉴의 정사精舎 말이다. 자두 마을은 유럽과 미국에서 가장 큰 불교 수련원인데, 일년에 200명 이상의 수련자들과 만 명 이상의 방문자들로 말이다. 
실천 불교 자두 마을 공동체(이전의 통일 불교회)와 프랑스의 그것의 자매 단체인, 매화 마을 선종교단은, 프랑스의 자두 마을의 운영 기관으로 법적으로 인정된다. 
확장된 실천 수행원들
2019년까지, 많은 나라들에 수행원들과 명상원들의 연대체를 낫 한은 만들어왔었는데, 프랑스, 미국, 오스트레일리아, 태국, 베트남, 그리고 홍콩에 말이다. 미국에서 낫 한과 접현종이 만들었던 더 많은 실천 수행원들과 연대하는 단체들은 포함하는데 그것은 뉴욕 파인 부시의 블루 클리프 수행원; 캘리포니아, 버클리의 ‘마음 챙기는 생활의 공동체’; 시차視差 출판; 캘리포니아 에스콘디도에서 2000년에 만들어진, 사슴 공원 수행원; 미시시피 베이츠빌의 목련 덤불 수행원 (다오 짱 목 란); 그리고 독일 발드브뢸의 ‘유럽 실천 불교회’이다. (버몬트의 ‘단풍 숲 수련원’(투 비엔 증 퐁)과 ‘푸른 숲 달마 수련원’(다오 짱 탄 손)은 2007년에 문을 닫았고 파인 부시의 ‘푸른 절벽 수련원’으로 이사했다.) 그해 대부분 동안 대중에 개방된, 그 수련원들은, 평신도에게 지속적인 명상의 기회를 주는데, 반면에 접현종은 특정한 평신도 집단들을 위한 명상을 여는데, 가족, 십대들, 퇴역 군인, 연예계, 국회의원, 법조 공무원 그리고 유색인같은 집단 말이다.  
‘실천 불교 자두 마을 공동체’의 모금 부서로 역할을 하는 자선 단체인, 틱 낫 한 재단에 따르면, 2017년이 되어서 낫 한이 만들었던 수행 종파는 전세계의 아홉 곳의 수행원들의 750명 이상의 수행자들을 아우른다. 
낫 한은 베트남에서 두 곳의 수행원을 만들었는데, 후에 근처의 기존의 투 히우 사에서 그리고 중앙 고원의 프라나 사에서 말이다. 

### 글
영어로 된 100권 이상을 포함하여, 130권 이상의 책을 낫 한은 출판했는데, 그것들은 2019년 1월까지 전세계에서 5백만 권 이상이 팔려왔었다. 정신수양적 지침서와 불교 경귀, 알아차림에 대한 가르침, 시, 이야기 모음집, 그리고 선 수련에 대한 학문적 글을 포함하는 주제를 망라하는, 그의 책들은, 2022년 1월까지 40가지 이상의 언어들로 번역되어왔다. 1986년에 낫 한은 ‘시차 출판사’를 만들었는데, 비영리 서적 출판사인 동시에 ‘실천 불교 자두 마을 공동체’의 일부이다. 
그의 오랜 추방 기간에, 낫 한의 책들은 자주 베트남으로 밀수되었는데, 거기서 그것들은 금지되어왔었다. 

### 말년의 활동
2014년에, 주류의 유대교, 이슬람교, 힌두교, 불교, 성공회, 카톨릭 그리고 정통 기독교 지도자들은 근대의 노예제에 반대하는 공동의 의지를 나타내기 위해서 만났는데; 그들이 서명했던 선언문은 2020년까지 노예제와 노예 무역의 종식을 요구했다. 낫 한은 찬 홍에 의해 의사 표시를 했다. 
동물 가공품을 소비하는 것을 삼가는 것으로 낫 한은 알려져있었는데 동물에 대한 비폭력의 수단으로 말이다. 
크리스티아나 피게레스는 낫 한이 그녀를 도왔다고 말해왔는데 개인적 위기를 극복하도록 그리고 경청과 공감하는 힘을 기르도록인데 기후 변화에 대한 파리 협약을 촉발하는데 그것들은 요구되었다. 

## 베트남 정부와의 관계
베트남 정부와의 낫 한의 관계는 수년에 걸쳐서 변했다. 그는 정치로부터 멀리 떨어져있었지만, 남베트남 정부의 카톨릭화의 정책을 지지하지 않았다. 그는 미국의 관여에 대해서 의문을 제기했는데, 그것은 사이공 지도부와 척을 지도록 그를 만들었는데, 그 지도부는 그가 1966년에 외국에 있는 동안에 남베트남에 돌아오지 못 하도록 했다. 
베트남을 통치하는 공산주의 정부와 그의 관계는 그것의 무신론 때문에 삭막했다. 공산주의 정부는 그를 회의론을 가지고 바라보았고, 해외 베트남 민중과의 그의 활동을 불신했고, 많은 경우에 그의 장례 법회를 제한했다.

### 2005–2007 베트남으로의 입국 방문
2005년에, 긴 협상 후에, 베트남 정부는 낫 한으로 하여금 방문의 목적으로 입국하도록 허용했다. 그는 또한 허용되었는데 거기서 가르치도록, 베트남어로 그의 책 중 네 권을 출판하도록, 그리고 그의 종파의 수행자 그리고 평신도와 전국을 여행하도록인데, 그의 상주하는 절인, 후에의 투 히에우 사로의 복귀를 포함해서 말이다. 추방된지 39년 후인 1월 12일에 낫 한은 도착했다. 그 여행은 논쟁이 없지 않았다. ‘베트남 통일 불교회’(유비시브이)의 대표로 편지를 썼던, 틱 비엔 딘은, 
낫 한으로 하여금 발언을 하도록 요청했는데 종교 자유에 대한 베트남 정부의 열악한 점수에 항의해서 말이다. 정부가 그 여행을 선전 수단으로 사용하려고 하는 것을 비엔 딘은 걱정했는데, 박해가 지속되는 동안, 종교 자유가 거기서 좋아지고 있다는 것을 드러내면서 말이다. 
논쟁에도 불구하고, 2007년에 베트남으로 낫 한은 돌아왔는데, 유비시브이의 대표들인, 틱 후옌 쾅과 틱 쾅 도가, 가택연금 중일 때 말이다. 유비시브이는 그의 방문을 배신이라고 불렀는데, 그의 동료 종교인들에 대한 억압자들과 일하려는 그의 의지를 부각시키면서 말이다. 유비시브이 대변인인, 보 반 아이는, 말했다, “틱 낫 한의 여행은 하노이 정부에 의해 조작되어 있다고 나는 믿는데 ‘통일 불교회에 대한 그것의 억압을 감추기 위해서 그리고 베트남에서의 종교 자유에 대한 가짜 인상을 주기 위해서 말이다.” 베트남으로의 그의 2007년 여행의 세 가지 목적들을 자두 마을 누리집은 게시했는데: 그의 종파의 새로운 수행자들을 지원하는 것; 베트남 전쟁으로부터의 남은 상처들을 치유하도록 돕는 뜻이 있는 “대 염불 행사”를 조직하고 진행하는 것; 그리고 수행자들과 평신도들을 위한 수행을 이끄는 것이다. 그 염불 의식들은 처음에 “불공평한 고통의 매듭을 풀기 위해 모두가 동등하게 기도하는 것을 위한 큰 장례식”이라고 불렸지만, 베트남 공무원들은 거부했는데, 남베트남 사람들과 미국 군인들을 위해 “동등하게” 기도하는 것을 정부 입장에서는 부적절하다고 말하면서 말이다. 이름을 “기도하는 것을 위한 큰 장례식”으로 바꾸는 것을 낫 한은 동의했다. 2007년 방문 기간에, 종교에 대한 정부 통제를 끝내는 것을 응우옌 민 트리엣 대통령에게 낫 한은 제안했다. 이후에 지역 경찰관은 이 사건에 대해 기자에게 말했는데, 베트남 법을 어긴 것에 대해 낫 한을 비난하면서 말이다. 그 공무원은 말했다, “[낫 한은] 불교에 집중해야 그리고 정치에서 손떼야 한다.” 
2005년 방문 기간에, 공식적인 ‘베트남 불교 상하[승가]’의 구성원인, 덕 응이 수도원장에 의해 낫 한의 지지자들은 초대되었는데, 밧 냐 수행원을 넘겨받기 그리고 거기서 그들의 수행을 지속하기 위해서 말이다. 낫 한의 지지자들은 말하는데 2006년에 자두 마을 수행원의 경건한 의식 동안에, 응이는 낫 한으로부터 승계를 받았고 그들로 하여금 밧 냐를 넘겨받도록 동의했다고 말이다. 낫 한의 지지자들은 백만 달러를 썼는데 천팔백 명의 사람들을 위해서 수행원을 개선시키면서, 명상 강당을 만들면서 말이다. 그의 지지자들에게 처음에 주어진 정부 지원은 계획이어왔다고 지금은 믿어지는데 미국 내무부의 ‘종교 자유 [위원회]’의 감시 대상 명단’에서 베트남을 제외하는, 세계무역기구로의 가입의 가능성을 높이는, 외국의 투자를 상승시키는 계획 말이다. 
2008년에, 이탈리아 텔레비전에서의 회견 동안에, 낫 한은 달라이 라마와 관련해서 몇 가지 발언들을 했는데 그의 지지자들이 주장하기를 중국 관리들을 화나게 한 발언인데, 그 관리들은 후에 베트남 정부에 압력을 행사했다. ‘베트남 종교자유 국가위원회’의 위원장은 서한을 보냈는데 낫 한의 단체에 대해 비난하는 서한인데, 그것의 누리집에 베트남에 관한 거짓 정보를 게시했다고 말이다. 그것은 쓰여졌었는데 게시된 정보는 베트남의 종교 정책을 왜곡했고 국가 통일을 저해할 수 있다고 말이다. 낫 한의 지지자들이 밧 냐를 떠나도록 위원장은 요구했다. 덕 응이 수련원장이 그들이 떠나기를 원한다고 서한은 또한 쓰여졌다. “덕 응이는 그가 우리에게 했던 다짐을 어기고 있다… 자두 마을 전통의 법회를 위한 장소로 수련원을 바꾸도록 우리를 초대하는 그의 동영상을 우리는 가지고 있는데, 심지어 그가 사망한 후—삶 이후의 삶에서조차 말이다. 누구도 그 의지에 반하여 행동할 수 없다,”고 팝 캄 보살은 말했다. 2009년 9월과 10월에, 마찰은 격화했는데, 그것은 권력자들이 전기를 끊었을 때 끝났고, 경찰 공습이 뒤따랐는데 폭력배 연락을 통해 모여진 무리들에 의해 강화된 공습 말이다. 진압자들은  침투하기 위해 각목과 망치를 사용했고 수백명의 승려들과 비구니 승려를 끌고 나왔다. “선임 승려들은 그들의 방 밖으로 동물처럼 끌려나왔고, 다음에 비가 오는 가운데 앉은 채로 방치되었는데 경찰이 택시에 그들을 끌고 갈 때까지인데 거기서 ‘어둠의 무리’ 나쁜 사람들이 그들을 차 안으로 밀어넣었다,”고 주민이 전화 통화에서 말했다. 두명의 선임 승려들은 그들의 신분증을 빼앗겼고 그들의 고향 마을에 죄 없이 가택연금에 놓여졌다.

## 종교적 접근과 영향

### 실천 불교
초기 불교 교단들의, 대승불교의, 선종의, 그리고 서구 심리학의 개념들의 다양한 가르침들을 낫 한은 통합했는데 수식관(數息觀)과 사념처(四念處)를 가르치기 위해서인데, 명상 실천에 대한 현대적 관점을 제공하면서 말이다. 
낫 한은 또한 실천 불교 운동(그는 그 용어를 만든 것으로 여겨진다)에서 이끔이이어왔는데, 변화를 만드는데 사람의 능동적 역할을 촉발하면서 말이다. 그는 13세기 베트남 황제 쩐 인 종에게 경의를 표했는데 그 개념을 만든 것에 대해서 말이다. 쩐 인 종은 승려가 되기 위해서 그의 왕좌를 버렸고  ‘베트남 대나무 숲 불교학교’ 교파tradition를 만들었다. 그는 또한 몇 년 후에 그것을 실천 불교라고 불렀는데 그것의 실천적 특성을 강조하기 위해서 말이다. 

### 알아차림 수행
불교 평신도를 위해 다섯 가지 계율을 낫 한은 재해석했는데, 그것은 전통적으로 부정적인 행동에서 벗어나는 관점에서 쓰여졌는데, 다른 사람들의 부정적인 행동을 막거나 최소화하기 위해서 긍정적인 행동을 취하는 것에 몰두하는 것처럼 말이다. 예를 들어, 단지 훔치는 것으로부터 벗어나는 대신에, 낫 한은 썼는데,  “지구의 인간의 고통이나 다른 종의 고통에서 이득을 취하는 것에서 다른 사람들을 금지하는데” 예를 들어, 불공정한 관행이나 불안전한 작업장에 맞서서 행동을 취하는 것에 의해서 말이다. 
자두 마을에 따르면, 유네스코에 의해 도입된, 매니페스토 2000은, 그들의 다섯 가지 알아차림 수행에 의해 대부분 영감을 받았다. 보디사트바(보살) 계율에 대한 북쪽의 전통과 일치하여, 열네 가지 알아차림 수행을 낫 한은 썼는데 십행에 근거한 접현종을 위한 수행 말이다. 그는 또한 자두 마을 수행자들을 위한 ‘다르마굽타카(법장부) 규율’을 다듬었는데 그것의 규율의 숫자인, 승려로 250을 그리고 비구니 승려로 348을 지키면서 말이다. 

### 접현
접두사 “inter-”를 동사 “to be”와 결합하여 영어 단어 “interbeing접현”을 낫 한을 만들었는데 모든 현상의 상호연결성을 뜻하면서 말이다. 이것은 중국어 상즉에 의해 영감을 받았는데 아바탐사카(대방광불화엄) 경전에 대한 화엄 요약인, 법 장 조사Master의 “금 사자 장Chapter”에 나온 중국어 말이다. 몇몇 학자들은 그것이 반야바라밀다의 나타남이라고 믿었는데, 그것은 선종에 대해서 “철학적 토대를 제공한다고 자주 언급된다”. 깊은 가르침을 표현하는 것으로 낫 한은 또한 알려졌는데 간단한 문구나 비유를 통해서 말이다.  “태양은 나의 심장”은, 예를 들어, 명상의 통찰이었는데 모든 것들의 상호의존성에 대해서 말이다. 관계를 설명하기 위해서 “진흙 없이 연꽃 없다”를 그는 사용했는데 알아차림과 고통, 잘 지냄과 못 지냄 사이의 관계 말이다. “구름이 사라지지 않는다”는, 반면에, 생과 사를 넘어서는 현상에 대한 통찰이다. 불이일원론을 가르치기 위해서, 그는 그의 왼쪽과 오른쪽 손에 대한 이야기를 자주 한다. 목적 없음(아프라니히타)에 대한 그의 생각은 강의 이야기를 통해 전해졌다. 파동과 물 사이의 관계는  ‘진리와 현상의 막히지 않은 상호침투’라는 ‘다르마 영역’을 설명했다.

### ’(반야)심경’에 대한 새로운 해석
2014년 9월에 (반야)심경心經에 대한 새로운 영어와 베트남어 번역본을 낫 한은 완성했다. 그의 학생에게의 편지에서, 그는 이 새로운 번역본을 썼다고 말했는데 왜냐하면 그가 생각하기를 원본의 나쁜 단어 선정은 거의 2000년 동안 이 가르침들에 대한 심각한 오해의 결과를 나타내왔었기 때문이라고 말이다. 

### 유현唯現의 가르침
요가차라(유가행) 파와 다르말락샤나 파를 지속하면서, “의식의 원리에 대한 50개의 게송偈頌“을 낫 한은 지었다. 유식唯識(비즈나나-마트라타)이라기보다는 유현唯現(비즈납티-마트라타)이라고 그 가르침을 부르는 것을 그는 선호했는데 한 종류의 이상주의로의 오류 해석을 피하기 위해서 말이다. 

### 알아차림의 창시자
“알아차림의 창시자”로 불리면서, 낫 한은 인정되어왔는데, 서구에 불교를 전파함에 있어서 주요 인물들 중 하나로, 그리고 특히 서구에 알아차림을 잘 알려지게끔 만든 것으로 말이다. 미국 불교 잡지 ‘삼원: 불교 비평’의 편집자인, 제임즈 샤힌에 따르면, “서구에서, 그는 유명인이다. 틱 낫 한을 알지 못 하는 서구 불교인에 대해 나는 생각할 수 없다.” 알아차림의 사용을 위한 “초석을 놓”는데 도움을 주는 것으로 그의 1975년 책 ‘거기서 그것과 하나 되시게’는 인정을 받았는데 “알아차림을 토대로 한 인지 치료”를 통해 우울증을 치료하는데 있어서인데, 변증법적 행동 치료(디비티)의 선구자인, 워싱턴 대학 심리학 교수인 마셔 엠 리네한의 연구에 영향을 주었다. 옥스포드 대학의 그리고 옥스포드 알아차림 연구소의 제이 마크 지 윌리엄즈는 말해왔다, “그가 할 수 있었던 것은  불교 지혜의 핵심을 전해주는 것 그리고 전세계의 사람들에게 그것을 접근 가능하도록 만드는 것, 그리고 심리론적 과학이라는 현대 세계 그리고 현대 건강관리 체계 그리고 이 고대의 지혜 수행들 이 세 가지 사이의 다리를 만드는 것이었고 – 그리고 다음에 그는 그의 가르침으로 그것을 계속해서 했다.” 낫 한의 제자들 중 한명인, 존 카밧-진은, 마음 챙김 토대의 압박감 경감 과정을 만들었는데 전세계의 병원들과 의료 사무소들에서 사용 가능한 과정이고, 2015년까지, 약 80퍼센트의 의학 학교들이 마음 챙김 수련을 제공해온 것으로 보고된다. 2019년까지, 다음의 것이 보고되었는데 그것은 낫 한에 의해 지지된 것으로서의 마음 챙김은 미국에서 11억 달러 산업의 이론적 토대가 되어왔었다는 것이다. 우리의 조사는 결론을 내렸는데 35퍼센트의 노동자들이 직장에서 수련으로 마음 챙김을 사용했다고 말이다.

### 종교 간 대화
종교 간 대화에의 그의 참여로 낫 한은 알려져있었는데, 그것은 그가 시작했을 때 일반적이지 않았다. 마틴 루터 킹 주니어와 토마스 머튼과의 그의 우정으로 그는 주목 받았었고, 킹은 낫 한에 대한 그의 노벨 상 추천서에 썼다, “그의 평화에 대한 생각들은, 적용된다면, 기념비를 세울 것인데 교회 일치 운동에, 세계 우정에, 인간주의에의 기념비 말이다. “낫 한은 나의 형제이다”라는 제목의 1966년 8월의 ‘희년Jubilee’에 글을 머튼은 썼는데, 거기서 그는 말했다, “나는 낫 한과 공통점을 더 많이 가지고 있는데 내가 많은 미국인들과 가지고 있는 것보다 그렇고, 나는 그것을 말하는 것을 주저하지 않는다. 그런 유대감들이 인정되는 것은 매우 중요하다. 그것들은 새로운 연대의 결정체인데 … 그것은 모든 오 대륙에 명확해지기 시작하고 있고 그것은 모든 나라의 젊은 남녀를 통합하기 위해서 모든 정치적, 종교적 그리고 문화적 경계를 허무는데 이상ideal보다 더 정확한 그리고 프로그램보다 더 살아있는 무언가에 있어서 말이다. 같은 해에, 낫 한은 교황 바울 6세와 만났고 세계 평화를 이루는데 이바지하기를 카톨릭 신도와 불교 신도에게 두 사람은 요청했는데, 특히 베트남에서의 분쟁과 관련해서 말이다. 불교 학자 샐리 비 킹에 따르면, 낫 한은  “일종의 보편적 영성의 언어로 그들의 가르침들을 표현하는 것에 극도로 탁월했는데 특별하게 불교적인 용어로보다는 말이다. 이 보편적 영성의 언어는 기본적 가치와 같은데 그들이 보기를 다른 종교에서도 표현되는 가치 말이다.

## 말년
2014년 11월에, 낫 한은 심각한 뇌 출혈을 일으켰고 병원에 입원했다. 몇 개월의 재활 후에, 보르도 세갈렌 대학의 뇌 출혈 재활 치료소에서 그는 퇴원했다. 2015년 7월에, 거의 회복을 가속화하기 위해서 샌 프란시스코로 그는 떠났는데 유시에스에프 의료 사무소의 강력한 재활 프로그램으로 말이다. 2016년 1월에 프랑스로 그는 돌아갔다. 프랑스에서 2016년을 보낸 후에, 태국 자두 마을로 낫 한은 갔다. 그는 태국에 머물며 동양과 서양 모두의 의사를 계속해서 만났지만, 그의 남은 생 동안에 목소리로 대화할 수 없었다. 
2018년 11월에, 자두 마을 공통체에서의 기자 회견은 인정했는데 당시 92세였던, 낫 한은, 마지막으로 베트남으로 돌아왔었고 “그의 남은 날들” 동안에 투 히에우 사에 살려고 한다고 말이다. 선임 승려들과의 만남에서, 그는 “베트남으로 돌아오려는 그의 의지를 명확히 표현했는데 질문에 대답으로 몸짓을 사용하면서, 그의 머리를 끄덕이고 저으면서 말이다. 2019년 1월에, 자두 마을 대표인, ‘진정한 공양’ 비구니 승려는 썼다: 
- 타이(선생님)의 건강은 두드러지게 안정되어왔고, 동양의 치료와 침술을 그는 계속해서 받고 있었다. 비가 올 때 잠깐 멈추면, ‘뿌리 사’의 연못과 사리탑을 방문하는 것을 즐기기 위해서 선생님은 밖으로 나오는데, 그의 제자들에 의해 동행해서, 그의 휠체어로 말이다.  많은 수련자들, 평신도 그리고 수행자는, 투 히에우를 방문하러 오고 있고, 고요함의 그리고 평화의 아름다운, 가벼운 분위기가 있는데, 선생님의 존재로 거기에서 같이 수행하는 것을 공동체가 즐기면서 말이다.

낫 한이 더 이상 말을 할 수 없는 것이 명확했지만, 사찰에서의 그의 행동을 감시하기 위해서 베트남 권력자들은 사복 경찰을 배치했다. 

### 죽음
낫 한은 95세의 나이로, 2022년 1월 22일에 투 히에우 사에서의 그의 체류 동안에 사망했는데, 7년 전의 그의 뇌 출혈로부터의 합병증의 결과로 말이다. 베트남 안팎에서 많은 불교 단체들에 의해서 그의 죽음은 폭넓게 애도되었다. 달라이 라마, 남한 대통령 문재인 그리고 미국 국무부는 또한 애도의 성명을 발표했다. 
그의 사망일에 시작했던, 그의 5일의 장례는, 1월 29일에 그의 화장으로 절정을 이룬 7일의 깨어있는 시간을 가졌다. 그의 주검의 처리에 대해서 낫 한은 그가 원했던 것을 설명했는데, 그가 그의 가르침에서 “지속하는” 것을 그가 믿는 방식을 부분적으로 설명하기 위해서 말이다:
- 나는 베트남에 한 제자를 두고 있는데 그는 내가 죽을 때 나의 뼛가루를 위한 사리탑을 세우기를 원한다. 글자판을 놓기를 그와 다른 사람들은 원하는데 “여기에 나의 사랑하는 선생님이 있다”는 말과 함께 말이다. 사찰 땅을 낭비하지 말라고 나는 그들에게 말했다… 나는 제안했는데, 만약에 그들이 여전히 사리탑을 세우는 것에 뜻을 둔다면,  ‘나는 여기 안에 없다’는 글자판을 그들이 가져야 한다고 말이다. 하지만 사람들이 그것을 이해하지 못 할 경우에, 그들은 ‘나는 저기 밖에도 없다’는 두번째 글자판을 추가할 수 있다. 만약에 여전히 사람들이 이해하지 못 한다면, 그때 세번째와 마지막 글자판에 적을 수 있다,  ‘숨 쉬는 것과 걷는 것의 당신의 방식에서 나는 발견될 수도 있다’.

49일의 애도 기간의 마지막에, 낫 한의 유해는 나누어지고 흩어졌는데 투 히에우 사에 그리고 자두 마을과 연대하는 사찰들에 말이다. 

## 수상과 명예
노벨 수장자 마틴 루터 킹 주니어는 1967년에 노벨 평화 상 후보로 낫 한을 추천했다. 그 상은 그해에 주어지지 않았다. 1991년에 ‘양심의 용기’ 상을 낫 한은 받았다. 
2015년의 ‘지구의 평화, 평화 자유 상’을 낫 한은 받았다. 
2017년 11월에, 홍콩 교육 대학은 낫 한에게 명예 학위를 수여했는데 그의 “전세계에서의 마음 챙김, 평화 그리고 행복의 촉발에의 평생의 헌신”에 대해서 말이다. 홍콩에서의 그 행사에 그가 참석할 수 없게 되자, 태국에서, 2017년 8월 29일에 간단한 행사가 열렸는데, 거기서 홍콩교육대의 부총장(학계)인, 존 리 치킨은, 대학교 대신에 낫 한에게 학위증서와 학교 단체복gown을 선물했다.

## 대중 문화에서

### 영화
다음을 포함하는, 많은 영화에 낫 한은 참여해왔다:
- ‘새벽 여는 사람들 국제 영화제’에서 상영된 ‘용서의 힘’
- 다큐멘터리, ‘나와 걸어라’인데 마크 제임즈 프랜시스와 맥스 푸가 감독을 맡고, 알레한드로 곤살레스 이냐리투 감독에 의해 지원을 받은 작품이다. 3년 이상에 걸쳐서 촬영되며, 자두 마을의 수행자들의 일상 생활과 수행들에 ‘나와 걸어라’는 중점을 두었는데, 목소리 삽입으로 ‘향기로운 종려나무 잎들’로부터의 글을 베테딕트 컴버배치가 읽는 것으로 참여했다. ‘사우스 바이 사우스웨스트’ 축제에서 상영회를 열면서, 2017년에 영화는 개봉했다.

- ‘하나: 그 영화’: 이 다큐멘터리에 낫 한과 찬 홍은 출연하는데 인생의 의미에 대한 믿음에 대한 이야기를 듣는 영화이다.

- 구름은 사라지지 않는다: 자전적 다큐멘터리인데 푸와 프랜시스에 의해 만들어지고 피터 코요테에 의해 해설이 되었다. 푸, 맥스, 프랜시스, 마크 제이. (2022년 4월 2일).

### 그림 소설
알프레드 해슬러와 찬 홍의 뒤를 이어서, 낫 한은 2013년 그림 소설인 ‘힘을 가진 다섯 명의 비밀’의 출연자이다.

## 저서
- 화해 : 내 안의 아이 치유하기. 서울. 틱낫한 저, 진우기 역,  불광출판사,  원제 : Reconciliation, 2011, ISBN-13 9788974797638
- 화 anger : 화가 풀리면 인생도 풀린다' : 2002년 명진출판,틱낫한 저, 최수민 옮김
- 너는 이미 기적이다 : 틱낫한 스님의 365일 잠언 모음집. 서울. 틱낫한 저, 이현주 감수, 불광출판사, 2017. ISBN-13 9788974793371[깨진 링크(과거 내용 찾기)]
- 틱낫한 기도의 힘, 서울. 틱낫한 저. 이현주 역, 불광출판사 . 2016. ISBN-13 9788974793203
- 틱낫한 명상. 서울. 틱낫한 저/이현주 역.  불광출판사. 2013. ISBN-13 9788974790271
- Vietnam: Lotus in a sea of fire. New York, Hill and Wang. 1967.
- Being Peace, Parallax Press, 1987, ISBN 0-938077-00-7
- Old Path White Clouds: Walking in the Footsteps of the Buddha, Parallax Press, 1991
- Peace Is Every Step: The Path of Mindfulness in Everyday Life, Bantam reissue, 1992, ISBN 0-553-35139-7
- Touching Peace: Practicing the Art of Mindful Living, Parallax Press, 1992, ISBN 0-938077-57-0
- Zen Keys: A Guide to Zen Practice, Three Leaves, 1994, ISBN 0-385-47561-6
- Living Buddha, Living Christ, Riverhead Trade, 1997, ISBN 1-57322-568-1
- Fragrant Palm Leaves: Journals, 1962-1966, Riverhead Trade, 1999, ISBN 1-57322-796-X
- Going Home: Jesus and Buddha as Brothers, Riverhead Books, 1999, ISBN 1-57322-145-7
- The Heart of the Buddha's Teaching, Broadway Books, 1999, ISBN 0-7679-0369-2
- Interbeing: Fourteen Guidelines for Engaged Buddhism, Parallax Press 3rd edition, 1999, ISBN 1-888375-08-6
- The Miracle of Mindfulness: A Manual on Meditation, Beacon Press, 1999, ISBN 0-8070-1239-4 (Vietnamese: Phép lạ c̉ua sư t̉inh thưc).
- The Raft Is Not the Shore: Conversations Toward a Buddhist/Christian Awareness, Daniel Berrigan (Co-author), Orbis Books, 2000, ISBN 1-57075-344-X
- Essential Writings, Robert Ellsberg (Editor), Orbis Books, 2001, ISBN 1-57075-370-9
- Anger, Riverhead Trade, 2002, ISBN 1-57322-937-7
- No Death, No Fear, Riverhead Trade reissue, 2003, ISBN 1-57322-333-6
- Touching the Earth: Intimate Conversations with the Buddha, Parallax Press, 2004, ISBN 1-888375-41-8

## 같이 보기
- 선종
- 선사
- 선 (불교)
- 틱꽝득
- 프랑스의 불교
- 미국의 불교
- 베트남의 불교
- 1963년 불교 법난
- 미국 선불교 연대표

### 틱낫한과 상즉종에 대한 소개
- Biography of Thich Nhat Hanh on the Parallax Press site (an official TNH site)
- Biography of Thich Nhat Hanh on the Magnolia Village site (an official TNH site)
- Biography of Thich Nhat Hanh on the seaox.com site (independent site)
- Thich Nhat Hanh quotes, articles and biography
- Buddhist Masters and their Organizations[깨진 링크(과거 내용 찾기)] - Thich Nhat Hanh
- SpiritSight.com[깨진 링크(과거 내용 찾기)] - Excerpts from selected Thich Nhat Hanh books
- Questions and Answers 보관됨 2007-02-14 - 웨이백 머신 by Thich Nhat Hanh
- ShambhalaSun Magazine[깨진 링크(과거 내용 찾기)] - do a search on "Thich Nhat Hanh" for a list of previous articles
- Speaking of Faith - Downloadable Public Radio broadcast about the teachings of Thich Nhat Hanh

### 공식 사이트
- Parallax Press Publishing house founded by Thich Nhat Hanh's community
- La Boi Society - publishes books by Thich Nhat Hanh in Vietnamese
- Sangha Directory - List of communities (Mindfulness Practice Groups) practicing in Thich Nhat Hanh's tradition
- Plum Village - Thich Nhat Hanh's main monastery and practice center, located about 85 km east of Bordeaux, France
- Vietnamese website of Plum Village
- French website of Plum Village[깨진 링크(과거 내용 찾기)]
- Deer Park Monastery - located in Escondido, California
- Maple Forest Monastery - located near Woodstock, Vermont (this site is temporarily off-line)
- Green Mountain Dharma Center - located in Hartland-Four-Corners, Vermont
- Magnolia Village Practice Center - newest practice center, located near Memphis, TN
- I Am Home - Community of Mindful Living; home of the "Mindfulness Bell" magazine with news, articles, and talks by Thich Nhat Hanh and other Order of Interbeing members

### 미디어
- Google Video - Thich Nhat Hanh - Social Change at the Base (1 hr 30 min 27 sec, recorded on Mar 27, 2004 at Plum Village)